# Ельстерберг
Ельстерберг (нім. Elsterberg) — місто в Німеччині, розташоване в землі Саксонія. Входить до складу району Фогтланд.
Площа — 25,07 км2. Населення становить 3828 ос. (станом на 31 грудня 2020).

## Географії

### Адміністративний поділ
Місто  складається з 8 районів:
- Кошюц
- Кляйнгера
- Лоза
- Шолас
- Кунсдорф
- Гершніц
- Носвіц